# Setaria sphacelata
Setaria sphacelata ist eine Art aus der Gattung der Borstenhirsen (Setaria) mit Ursprung im tropischen Afrika. Sie ist als Weide- und Futterpflanze in vielen tropischen Ländern eingeführt worden und dort verwildert. Lokal, so in Australien, gilt sie heute als Unkraut.

## Beschreibung

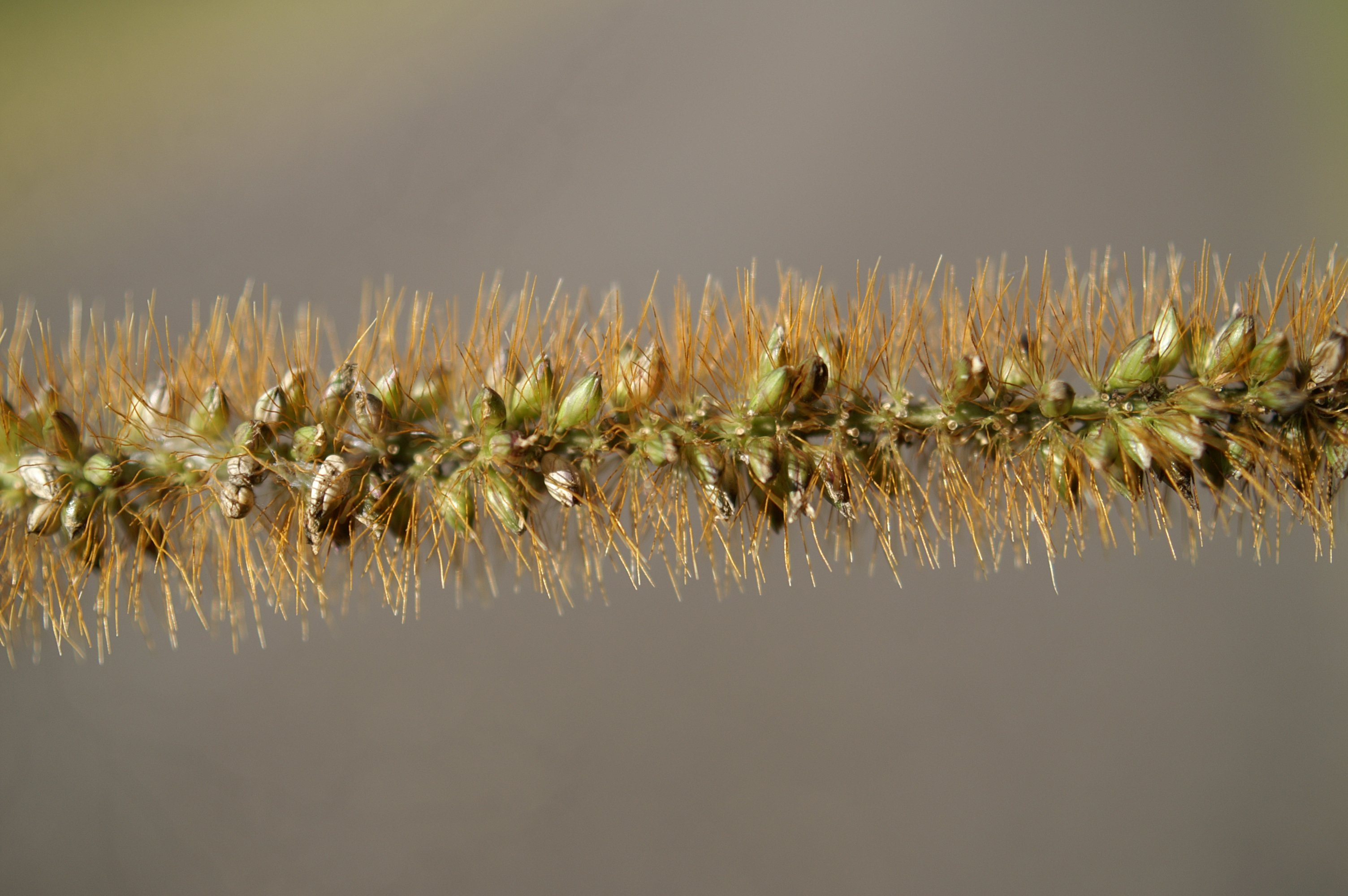
Blütenstand

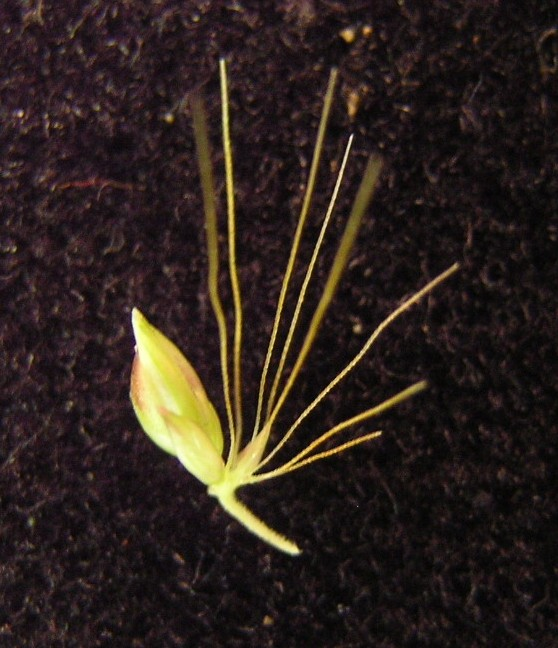
Einzelährchen mit goldgelbem Borstenkranz

Setaria sphacelata ist eine variable, vielgestaltige Art, von der zahlreiche Formen im Rang von Varietäten beschrieben worden sind, die aber in ihrer Merkmalsausprägung lückenlos ineinander übergehen. Diese liegen in verschiedenen Ploidiegraden, von diploid bis decaploid, vor. Es handelt sich um ein ausdauerndes robustes, horstförmig wachsendes Gras, das je nach Varietät Kriechsprosse (Rhizome) besitzen kann. Die aufrecht wachsenden Halme erreichen oft zwei, manchmal bis zu drei Meter Höhe. Die Halme besitzen je nach Varietät eine unterschiedliche Anzahl von Knoten, bei der hochwüchsigen Varietät splendida bis zu 17, der Halm erreicht dann 6 bis 12 Millimeter Durchmesser. Bei vielen angebauten Sorten sind junge, nicht blühende Triebe stark abgeflacht mit gekielten Blattscheiden, die oft rot gefärbt sind. Gelegentlich verzweigen die Halme oberwärts an Knoten, so dass mehrere Blütenstände entstehen. Die Blattscheiden, Knoten und Blattspreiten sind unbehaart, an der Basis der Blattspreite sitzen anstelle eines Blatthäutchens spärlich lange Haare. Die grüne oder blaugrüne Blattspreite erreicht meist 11 bis 12 Millimeter Breite (Extreme von 10 bis 17, bei einigen Varietäten bis 20) bei 10 bis 50, selten bis 70 Zentimeter Länge.
Der Blütenstand ist, wie typisch für die Gattung, eine schmal zylindrische, ährenähnliche Rispe (flaschenbürsten-artig), die bei der Art 10 bis 50 Zentimeter Länge erreicht. Die Ährchen stehen in Gruppen von zwei bis drei auf kurzen Verzweigungen, jedes von ihnen trägt am Grund die für die Gattung typischen Borsten, bei der Art etwa 5 bis 15 von wechselnder Länge und Färbung, bei der var. anceps sind die Spelzen rosa bis purpurn und die Borsten goldgelb (deshalb „golden millet“ genannt). Die Ährchen sind etwa 2,5 bis 3 Millimeter lang, auf der Achsenseite abgeflacht, außen gewölbt, sie sind zweiblütig mit männlicher (oder steriler) unterer und zwittriger oberer Blüte. Die innere Hüllspelze erreicht etwa ein Drittel, die äußere zwei Drittel der Ährchenlänge. Vor- und Deckspelzen werden bei der Fruchtreife steinhart und bilden eine dauerhafte Hülle aus. Die Borsten bleiben beim Herausfallen der Früchte am Blütenstand zurück.

## Verbreitung
Die Art ist heimisch im gesamten Afrika südlich der Sahara, nördlich bis Äthiopien, südlich bis Südafrika. Neben den natürlichen Vorkommen wird sie verbreitet auch in Afrika auf Kulturland als Futtergras ausgesät. Sie ist außerdem in Asien, Australien und Amerika als Neophyt eingebürgert.

## Ökologie und Standort
Die Art tritt in Afrika vorwiegend in Savannenlandschaften und Dambo genannten Feuchtgebieten in größerer Meereshöhe, im Hochland auf, sie gehört hier verbreitet zu den häufigsten Grasarten, ist aber selten die dominante Art. Sie bevorzugt bodenfeuchte, gut mit Nährstoffen versorgte Standorte und besitzt nur geringe Toleranz gegenüber Trockenheit, verträgt aber kurzfristige Überschwemmung. Die Art ist moderat frosttolerant und kann daher bis zu 3300 Metern Höhe vorkommen. Optimal für das Wachstum sind aber Temperaturen von 18 bis 22 °C.

## Verwendung und Nutzen
Von in Kenia wachsenden Varietäten der Art wurden Sorten gezüchtet und, als Futterpflanze in der Landwirtschaft, fast weltweit in entsprechenden Klimaten gehandelt. Weit verbreitet ist im Anbau etwa die Varietät „Nandi“. Die Art ist in den neuen Anbaugebieten verbreitet verwildert und wächst heute fast weltweit als Neophyt. In Südamerika vorkommende Pflanzen werden der var. sericea zugeordnet. In Malaysia und Indonesien ist die nur wenige Halme bildende var. splendida eine der wichtigsten als Futtergras angebaute Grasarten, auch die Sorte „Kazungula“ wird oft angebaut. In Australien, vor allem in Queensland, werden verschiedene Varietäten landwirtschaftlich angebaut, die Art ist hier verwildert und tritt heute oft spontan in der Küstenregion Nord- und Ostaustraliens auf. In Queensland, New South Wales und Western Australia werden eingebürgerte Bestände als Unkraut eingestuft.
Die Art gilt als wertvolles Viehfutter, sie neigt allerdings auf Standorten mit hohem Stickstoffgehalt im Boden zur Akkumulation von Calciumoxalat, was bei der Verfütterung an Pferde Gesundheitsprobleme hervorrufen kann.
Körner der Art wurden früher, selten, in Südafrika, Botswana und Namibia als Wildgetreide geerntet, diese Verwendung blieb aber auf Zeiten mit Hungersnöten beschränkt.

## Taxonomie und Systematik
Setaria ist eine weltweit vorkommende Gattung der Gräser mit über hundert Arten, die zur Unterfamilie Panicoideae, Tribus Paniceae gehört. Unter dem Namen Setaria sphacelata wird ein morphologisch vielgestaltiger Artkomplex zusammengefasst, dessen Einzelsippen ohne scharfe Merkmalsabgrenzung ineinander übergehen. Es treten neben diploiden Sippen solche mit verschiedenen Graden von Polyploidie, bis hin zu decaploiden, auf, die fruchtbar miteinander kreuzbar sind und nicht mit den morphologisch definierten Formen korrelieren. Sie werden daher als Varietäten einer weit gefassten Art aufgefasst. Die früher oft unterschiedenen Setaria anceps Stapf, Setaria trinervia Stapf und Setaria splendida Stapf werden heute meist in diese Sammelart mit einbezogen (daneben existieren zahlreiche weitere Synonyme). Diese unterscheiden sich voneinander fast nur in vegetativen Merkmalen. Nach genetischen Daten ist die Art recht heterogen, bildet aber im Wesentlichen eine geschlossene Klade aus, für eine endgültige Klärung der Verhältnisse müssten aber noch weitere Taxa in die Analyse mit einbezogen werden. Sehr nahe verwandt ist nach den genetischen Daten die auch in Mitteleuropa verbreitete Rote Borstenhirse Setaria pumila.